# Leef nu maar je eigen leven
Leef nu maar je eigen leven is een lied van de Nederlandse zanger André Hazes. Het werd in 1991 als single uitgebracht en stond in hetzelfde jaar als zevende track op het album Samen.

## Achtergrond
Leef nu maar je eigen leven is geschreven door André Hazes, Bebu Silvetti en Daniela Romo en geproduceerd door John van de Ven en Jacques Verburgt. Het is een cover van het lied Quiero amanecer con alguien van Daniela Romo uit 1989 en past in het genre levenslied. In het lied zingt de zanger over een jongeman die de wereld gaat verkennen, mede om aan zijn vader te laten zien hoe onafhankelijk hij is. Zijn vader reageert dan juist weer door te zeggen dat de jongeman altijd bij terug kan komen, maar moedigt hem ook aan om zijn eigen pad te vinden. 
Het lied werd op single uitgebracht met Wat 'n ander ook zegt ook zegt op de B-kant. Dit lied werd geschreven door Hazes, Van de Ven en Verburgt en eveneens geproduceerd door Van de Ven en Verburgt. In 2024 coverde Jeroen van der Boom het lied en zette hij het op zijn album Live.

## Hitnoteringen
Hazes had bescheiden succes met het lied in Nederland. Het kwam tot de 42e plaats van de Nationale Top 100 en stond zeven weken in deze hitlijst. De Nederlandse Top 40 werd niet bereikt; het kwam hier tot de vijfde plaats van de Tipparade. 